# Collonges-lès-Premières
Collonges-lès-Premières is een plaats en voormalige gemeente in het Franse departement Côte-d'Or (regio Bourgogne-Franche-Comté) en telt 799 inwoners (2005). De plaats maakt deel uit van het arrondissement Dijon. Collonges-lès-Premières is op 28 februari 2019 gefuseerd met de gemeente Premières tot de gemeente Collonges-et-Premières. 

## Geografie
De oppervlakte van Collonges-lès-Premières bedraagt 9,4 km², de bevolkingsdichtheid is 85,0 inwoners per km².
De onderstaande kaart toont de ligging van Collonges-lès-Premières met de belangrijkste infrastructuur en aangrenzende gemeenten.

## Demografie
Onderstaande figuur toont het verloop van het inwonertal (bron: INSEE-tellingen).